# Gonzalo Fernández de Oviedo

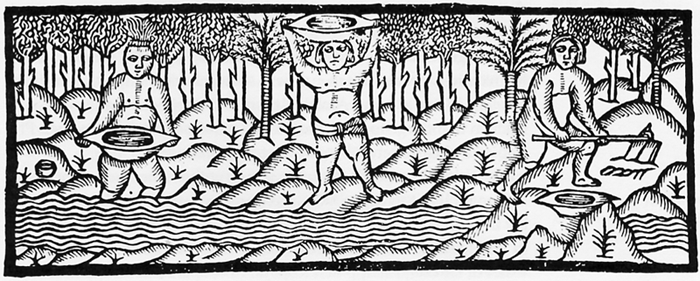
Goldwaschende Indios. Holzschnitt aus der Historia General y Natural de las Indias von Gonzalo Fernández de Oviedo

Gonzalo Fernández de Oviedo y Valdés (* 1478 in Madrid; † 1557 in Valladolid) war ein spanischer Historiker und Staatsmann. Er gilt als der bedeutendste Chronist der Eroberung Südamerikas durch die spanischen Konquistadoren im 16. Jahrhundert.

## Leben
Als Sohn reicher Eltern wuchs Gonzalo Fernández de Oviedo am Hof von Ferdinand II. von Aragón und Isabella I. von Kastilien auf und wurde mit dreizehn Jahren Schildknappe des spanischen Thronfolgers Johann, Prinz von Asturien. Als solcher war er an der Belagerung von Granada beteiligt und traf Kolumbus, bevor dieser zu seiner Reise aufbrach.
Nach dem Tod des Infanten im Oktober 1497 ging er nach Italien und wurde Sekretär von Gonzalo Fernández de Córdoba. 1514 wurde er zum Aufseher der Goldschmelzen von Santo Domingo ernannt, und nach seiner Rückkehr 1523 übernahm er der Posten als königlicher Berichterstatter für Westindien. Seine Aufgabe war es, die tatsächlichen politischen und wirtschaftlichen Verhältnisse in den Kolonien, die in den Berichten der Konquistadoren oft schöngefärbt wurden, aufzuklären und die Behörden darüber in Kenntnis zu setzen. In dieser Eigenschaft unternahm er in den späteren Jahren fünf längere Reisen in die Neue Welt. 1526 übernahm er das Amt des Gouverneurs von Antigua. Von 1535 bis 1545 war er Befehlshaber der Befestigungsanlagen von Santo Domingo. Mit 67 Jahren kehrte er nach Spanien zurück, um sein Lebenswerk, die Historia de las Indias, zu vollenden.
Der erste Teil dieses Werkes wurde 1535 unter dem Titel Historia general y natural de las Indias veröffentlicht. Eine zweite, überarbeitete Auflage erschien 1547 unter dem Titel Coronica de las Indias. La hystoria general de las Indias y con la Conquista del Perú.
Gonzalo Fernández de Oviedo starb 1557 in Valladolid im Alter von 79 Jahren.

## DieHistoria general y natural de las Indiasund weitere Schriften
Das Gesamtwerk der Historia wurde erst 1851 bis 1855 von der Spanischen Akademie für Geschichte veröffentlicht. Obwohl sie in einem undurchsichtigen Stil geschrieben ist, enthält sie viele bemerkenswerte Informationen aus erster Hand. Die unvollständige, in Sevilla herausgegebene Ausgabe erreichte in ihren englischen und französischen Übersetzungen von Eden und Poleur (1555 und 1556) eine große Leserschaft. Nach Bartolomé de Las Casas enthält sie „ebenso viele Lügen wie Seiten“, und Oviedo kommentiert die Vorgehensweise seiner Landsleute zweifellos wohlwollend; aber neben den patriotischen Tendenzen, die zu offensichtlich sind, als dass sie zu Missverständnissen führen könnten, sind seine Beschreibungen vertrauenswürdig und interessant.
In seinen Quinquagenas ergeht er sich in Gerüchten über berühmte Zeitgenossen; diese Sammlung von kuriosen und moralisierenden Anekdoten wurde erst 1880 in Madrid von Vincente de la Fuente veröffentlicht.

## Zitat
„Weil sie bei ihrer Ankunft nichts zu essen fanden, töteten einige dieser Christen in ihrem gewaltigen Hunger einen Indianer, den sie gefangen hatten, und rösteten die Innereien und aßen sie; und sie kochten einen Teil von dem Indianer in einem großen Topf, um etwas zu essen mit auf das Schiff zu nehmen.“ (Historia general y natural de las Indias, 1535)

## Dedikationsnamen
Charles Plumier benannte ihm zu Ehren eine Gattung Valdia der Pflanzenfamilie der Schwertliliengewächse (Iridaceae). Carl von Linné änderte später diesen Namen in Ovieda.

## Werke
- Claribalte (Valencia, 1519)
- La Historia de las cosas sucedidas en mi tiempo en America (Ritterroman, Toledo, 1526)
- Historia general y natural de las Indias Occidentales, islas y tierra firme del Mar Oceano (Sevilla, 1535)
- Tratado del palo Guayacan y del palo Santo como antidoto contra la sifilis
- Navegacion del Rio Maranón
- Las Quinquagenas de la nobleza de España